# Мішель Бреаль
Мішель Бреаль (фр. Michel Bréal, * 26 березня 1832, Ландау, Пфальц — † 25 листопада 1915, Париж) — французький мовознавець та історик, громадський діяч, член Академії написів (1875). Праці з індоєвропеїстики та міфології індоєвропейських народів. 

## Біографія
Навчався в Парижі (у Вищій нормальній школі), Меці та ін; вивчав санскрит у Берлінському університеті у Ф. Боппа. Працював у Французькій національній бібліотеці, викладав у Колеж де Франс (1866–1905) та Школі вищих досліджень (1868–1882);  секретар Паризького лінгвістичного товариства (з 1868), генеральний інспектор установ вищої освіти Франції (1879–1888). 

## Науковий доробок
Наукові зацікавлення Бреаля були загалом характерні для «середнього» індоєвропеїста його часу (переклад на французьку творів Боппа, складання латинського етимологічного словника, спроби дешифрування кіпрського складового письма та умбрських написів тощо). Та неординарним був його інтерес до еволюції значень слів, який виділив його із загального ряду. У книзі «Досвід семантики, науки про значення» (фр. "Essai de sémantique, science de significations", 1897) вперше в історії лінгвістики запропонував термін «семантика», щоправда, розуміючи його у дусі часу як суто діахронічну сферу досліджень, тобто як аналіз історичних змін значень слів. 

## Громадська діяльність
Бреаль також багато займався проблемами освіти у Франції (реформа орфографії, викладання класичних мов тощо). Саме за його пропозицією1894 року в програму перших сучасних Олімпійських ігор 1896 р. був включений такий вид спорту, як марафонський біг. 
Бреаль також доклав зусиль, щоб поширити вислів Анрі Дідона « citius, altius, fortius (Швидше, вище, сильніше) й перетворити його на офіційний олімпійський девіз

## Вибрані праці
- Étude des origines de la religion zoroastrienne (1862)
- " De la géographie de l'Avesta ", dans Journal asiatique, vol. XIX, juin 1862, p. 482–497
- " Le brahme Tchengrénghâtchah ", dans Journal asiatique, vol. XIX, juin 1862, p. 497–502
- Hercule et Cacus: étude de mythologie comparée, Paris, A. Durand, 1863
- Le Mythe d'Œdipe, Paris, Aug. Durand, 1863
- Les idées latentes du langage, Paris, Hachette, 1868
- Quelques mots sur l'instruction publique en France, Paris, Hachette, 1873
- Les Tables eugubines, Paris, F. Vieweg, 1875
- Mélanges de mythologie et de linguistique, Paris, Hachette, 1877
- Leçons de mots (1882, 1886)
- Dictionnaire étymologique latin (1885)
- Grammaire latine (1890)
- De l'enseignement des langues anciennes (1891)
- De l'enseignement des langues vivantes (1893)
- Essai de sémantique : science des significations, Paris, Hachette, 1897
- Deux études sur Goethe (1898)
- Pour mieux connaître Homère (1906)